# Puan Maharani
Puan Maharani Nakshatra Kusyala Devi is een Indonesische politicus. In 2009 werd ze in het nationale parlement gekozen voor de Strijdende Indonesische Democratische Partij (PDI-P). Van 2014 tot 2019 was ze Coördinerend Minister voor Menselijke en Culturele Ontwikkeling in het Werkkabinet. Sinds 2019 is ze voorzitter van het Indonesische parlement. In 2024 is ze herkozen en opnieuw voorzitter van het parlemenent.
Puan is een dochter van oud-president Megawati Soekarnoputri en kleindochter van de eerste president van Indonesië, Soekarno.